# Ferricianur
El ferricianur (en anglès ferricyanide) és l'anió [Fe(CN)₆]3−. El seu nom sistemàtic és hexacianidoferrat (III), en nomenclatura antiga hexacianoferrat(III). La sal més comuna d'aquest anió és el ferricianur de potassi, un material cristal·lí vermell que es fa servir com oxidant en la química orgànica. Els ferricianurs amb sals ferroses permeten obtenir el pigment brillant anomenat Blau de Prússia.
El [Fe(CN)₆]3− consta d'un catió central de Fe3+ coordinat amb sis lligands de cianur en geometria octaèdrica. Comparat amb els cianurs, com el cianur de potassi, els ferricianurs són molt menys tòxics perquè la unió entre el CN− i el Fe3+ és forta. Tanmateix reaccionen amb àcidas minerals i alliberen gas de cianur d'hidrogen que és molt tòxic.